# Фрейганг, Александр Васильевич
Александр Васильевич Фрейганг (1821—1896) — участник Кавказской войны, генерал от инфантерии. Директор 2-го Московского кадетского корпуса. 

Отец: Василий Фрейганг (1783—1849), русский генеральный консул в Ломбардо-Венецианском королевстве.

Брат: Андрей Васильевич, (1809—1880) — вице-адмирал, писатель.

## Биография
Из дворян Петербургской губернии, родился 21 февраля 1821 года в семье дипломата и тайного советника Фрейганга Василия Ивановича бывшего генерального консула в Лейпциге и Венеции. 1 июля 1831 года зачислен в Пажи, и в том же году 30 декабря поступил в корпус. 30 августа 1838 года произведён в камер-пажи, и 8-го августа 1839 года произведён в прапорщики Лейб-гвардейского Драгунского полка.
С 14 ноября 1841 года по 9 января 1944 года Александр Васильевич слушал курс наук в Императорской военной академии . 11 апреля 1843 года произведён в поручики. 25 января 1845 года он переведён в генеральный штаб, штабс-капитаном и 2 февраля назначен на службу в 3-й пехотный корпус. 13 февраля 1846 года он отправлен в город Кельцы, с приказанием состоять при войсках направленных в город Краков по случаю возникших там беспорядков. 18 февраля начальник этого отряда генерал-лейтенант Панютин командировал Александра Васильевича в Пруссию, для открытия сообщения с прусскими войсками, что и было исполнено вполне успешно.
Затем он был оставлен в Кракове при австрийском генерал-лейтенанте Кастильоне, для передачи его приказании Русским войскам. 1 июня награждён орденом Святой Анны 3 степени, 7 июня он был назначен старшим адъютантом по части Генерального штаба, 20 июля он возвратился из командировки.
В следующем году 20 ноября он был назначен на службу в Отдельный Кавказский корпус, куда он и прибыл 13 марта 1848 года. Здесь 11 апреля он был произведён в капитаны. Затем он был командирован в распоряжение начальника левого фланга Кавказской линии, на время зимней экспедиции, где он и находился до половины февраля 1849 года. Принял участие в нескольких делах, за что и был награждён 10 ноября 1849 года орденом Святого Владимира 4 степени с бантом.
Затем в 1849 году он находился во Владикавказском военном округе, для действий против Галашевцев, принял участие в делах на реке Футоне и Ассе. 12 ноября он принимал участие в блистательной кавалерийской атаке полковника Слепцова близ аула Карсай-Юрт, было разбито около 3 тысяч чеченцев. За отличие в этих делах Александр Васильевич 6 февраля 1850 года был награждён орденом Святой Анны 2 степени.
В 1851 году он находился в Дагестане и принимал участие в делах отряда Князя Аргутинского-Долгорукова против Шамиля и Хаджимурата, результатом чего было изгнание этого последнего из Табасарии. За отличие в деле 21 июня, 25 февраля 1852 года Александр Васильевич произведён в полковники, со старшинством со дня подвига.
В 1852 году с 4 мая по 29 августа он был командирован в распоряжение командующего войсками в Прикаспийском крае, принял участие в экспедиции Дагестанского отряда князя Орбелиани. 6 июля 1852 года был назначен дивизионным квартирмейстером Кавказской резервной бригады, и в сентябре того же года отправлен Главнокомандующим Отдельным Кавказским корпусом в Петербург, с особым поручением.
Заболев он был до выздоровления прикомандирован к департаменту Генерального штаба и 30 мая 1853 года он вернулся на Кавказ. 6 июля он награждён орденом Святой Анны 2 степени с Императорской короной. 21 октября 1853 года он был командирован в распоряжение командующего войсками в Ахалцыхском уезде, в должности находился по 10 января 1854 года. 30 октября и 1 ноября принял участие в отражении турок от города Ахалцыха гарнизоном крепости и войсками генерал-майора Ковалевского. 13 ноября принял участие в рекогносцировке неприятельской позиции, 14 ноября в совершённом разбитии турецких войск отрядом под начальством князя Андронникова при селе Суплис.
За отличие в этом деле (в котором он был ранен ружейной пулей на вылет в пальцы левой руки) 17 февраля 1854 года произведён в полковники со старшинством со дня подвига. В 1855 году он был командирован в урочище Хан-Кенды, для выбора стоянки для Мингрельского егерского полка и дивизиона полевой артиллерии, а затем в главный Александрийский отряд действовавший против Вели-Паши, находившегося у Кепри-Кева.
Экспедиция против Вели-Паши была не вполне удачна, потому что отряд его не был уничтожен, а был только вынужден отступить к Эрзуруму, но и этот результат был важен ибо он дал полную свободу действий русским войскам.
По обложении Карса генерал Муравьёв предполагал сначала заставить его сдаться блокадою, тем боле что по имевшимся сведениям припасов в крепости могло хватить только до начала ноября. Но по получении известия о падении Севастополя , а также о движении Омер-Паши из Батума к Карсу Муравьёв решился штурмовать эту крепость, отчасти в виду желания отомстить за Севастополь, а затем и в виду предполагавшейся возможности удачи движения Омер-Паши . Штурм крепости был назначен на 17 сентября, на заре войска двинулись четырьмя колонами, штурм был неудачный. Русскими войсками было захвачено 23 неприятельских орудия, кроме того было взято 14 знамён и значков. Войска заняли свои прежние места и блокада была восстановлена прежним порядком.
12 ноября гарнизон Карса доведённый до крайности бдительностью русских войск и лишённый возможности как подвоза так и получения подкрепления, убедился в невозможности держаться дальше, и потому предложил сдаться. Для переговоров в русский лагерь прибыл английский комиссар при анатолийской армии генерал Вильямс, и выговорил следующие условия, офицеры должны были сохранить оружие, а редиф, ополчение и нестроевые отпущены домой и не должны считаться военнопленными.
После окончательной выработке условий, 16 ноября в 2 часа пополудни крепость была сдана русским войскам. Взято было 16 орудий , 26 тыс. ружей, штуцеровок и карабинов, около 60 знамён и значков, 20 тон пудов пороху. Главнокомандующий Анатолийской армией , Мушир Васиф-Паша со штабом, десять других пушей, Английский комиссар Вильямс со своим штабом из английских штаб и обер-офицеров и весь турецкий гарнизон сдались военнопленными.
30 декабря 1855 года Александр Васильевич был переведён в Кавказский Гренадерский стрелковый батальон, с назначением командира. 5 июня 1856 года награждён орденом Святого Станислава 2 степени с Императорской короной. В 1858 году с 25 июня по 1 сентября, со своим батальоном вошёл в состав Лезгинского отряда и участвовал во взятии штурмом укреплении на высотах Гарух-Меэре, во взятии Анцухской крепостцы Ганыпы-Геп, затем в штурме аулов Токих, Гениатсия, Китури и Цибаро. За отличие в этой экспедиции награждён золотым оружием с надписью за храбрость. С 10 апреля 1860 года и по 14 февраля 1861 года находился в составе Адагумского отряда и участвовал в устройстве Адагумской кордонной линии и в действиях в земле Шапсугов. С 20 июля 1861 года по 1 января 1862 года был в составе Верхне-Абадзехского , а затем Верхне-Абинского отряда.
22 июля 1861 года за отличие в делах с горцами произведён в генерал-майоры, с зачислением по армейской пехоте и по военным-учебным заведениям , а 6 октября назначен директором 2-го Московского кадетского корпуса. 31 января 1863 года он награждён орденом Святого Владимира 3 степени с мечами, над орденом. 1 мая 1864 года зачислен по армейской пехоте и 19 декабря того же года назначен презусом Военно-Судной комиссии при Киевском комендантском управлении.
27 марта 1867 года награждён орденом Святого Владимира 1 степени, 27 ноября 1867 года он назначен Красносельским комендантом, ( на подъём ему было Высочайше пожаловано единовременно 2000 рублей), а 25 февраля 1869 года он перемещён на должность Петергофского коменданта. 30 августа 1870 года награждён орденом Святой Анны 1 степени, с мечами над орденом, 30 августа 1874 года произведён в генерал-лейтенанты. 30 августа 1878 года награждён орденом Святого Владимира 2 степени. 21 апреля 1882 года зачислен в списки Генерального штаба, с оставлением в должности и в том же году 1 сентября награждён знаком отличия.
6 мая 1884 года награждён орденом Белого Орла, 1-го июня того же года ему разрешено принять и носить Гессенский орден Филиппа Великодушного 1 степени. 18 марта 1885 года назначен начальником Петергофского военного госпиталя, с оставлением в должности коменданта. 30 августа 1888 года произведён в генералы от инфантерии, с оставлением в должности . В том же году ему разрешено принять и носить Прусский орден Короны 1 степени, а в 1889 году награждён орденом Даниила 1 степени .
Александр Васильевич Фрейганг скончался 28 июля 1896 года в Риге, его тело было привезено в Петергоф и захоронено на городском Свято-Троицком кладбище. В советское время кладбище было разрушено, могила А. В. Фрейганга не сохранилась.